# Đóng gói (lập trình máy tính)
Đóng gói (tiếng Anh: encapsulation) trong ngôn ngữ lập trình là thuật ngữ dùng để chỉ một trong hai khái niệm khác nhau nhưng có liên quan với nhau, đôi khi còn chỉ sự kết hợp của hai khái niệm này.. Khái niệm thứ nhất: cơ chế ngôn ngữ dùng để hạn chế truy cập trực tiếp vào một số thành phần của một đối tượng.. Khái niệm thứ hai: cấu trúc ngôn ngữ tạo điều kiện để bó dữ liệu với các phương thức (method) hay các hàm (function) khác hoạt động trên dữ liệu đó.
Một số nhà nghiên cứu ngôn ngữ lập trình và học giả sử dụng chỉ ý nghĩa đầu tiên hay kết hợp với ý nghĩa thứ hai như là một tính năng phân biệt của lập trình hướng đối tượng.
Định nghĩa thứ hai được thúc đẩy bởi thực tế nhiều ngôn ngữ lập trình hướng đối tượng giấu thông tin các thành phần nhưng không tự động và có thể ghi đè được; do vậy, việc che giấu thông tin được định nghĩa như là một khái niệm riêng biệt bởi những người thích định nghĩa thứ hai.
Các tính năng của đóng gói được hỗ trợ bằng cách dùng lớp trong hầu hết các ngôn ngữ lập trình hướng đối tượng, mặc dù các lựa chọn thay thế cũng tồn tại.

## Cơ chế che giấu thông tin
Đóng gói có thể được dùng để che giấu thành viên dữ liệu và hàm dữ liệu.

## Định nghĩa chung
Nhìn chung, đóng gói là một trong bốn nguyên lý cơ bản của OOP (lập trình hướng đối tượng).